# Bunker 66
I Bunker 66 sono un gruppo musicale blackened thrash metal italiano formatosi a Messina nel 2007.

## Storia
Il gruppo si forma nel 2007 dal cantante e bassista, il chitarrista e fonico "Bone Incinerator" e il batterista Mirko "Desekrator of the Altar" (successivamente semplicemente "Dee Dee Altar"). Dopo un primo EP autoprodotto (poi ristampato insieme al live Alive & Melting, inizialmente edito per la tedesca We Deliver the Guts), il gruppo firma un contratto discografico con la High Roller Records, con la quale vengono pubblicati gli album Infernö Interceptörs (2012) e Screaming Rock Believers (2014). In questi anni il gruppo comincia a suonare da headliner in Italia e partecipa a diversi festival europei. Dal terzo album Chained Down in Dirt, del 2017, Bone Incenerator viene sostituito da Fabio "J.J. Priestkiller" Monaco.
Il 30 aprile 2021 il gruppo pubblica il suo quarto album in studio Beyond the Help of Prayers, il primo con l'etichetta Dying Victims Productions.

## Formazione

### Formazione attuale
- Damien Thorne – voce, basso (2007-presente)
- J.J. Priestkiller – chitarra (2016-presente)
- Dee Dee Altar – batteria (2007-presente)

### Ex componenti
- Bone Incinerator – chitarra (2007-2016)

## Discografia
Album in studio
- 2012 – Infernö Interceptörs
- 2014 – Screaming Rock Believers
- 2017 – Chained Down in Dirt
- 2021 – Beyond the Help of Prayers

Raccolte
- 2014 – Infernö Interceptörs/Split Material
- 2014 – Out of the Bunker/Alive & Melting

Live
- 2011 – Alive & Melting

Split
- 2012 – Bunker 66/Barbarian (con i Barbarian)
- 2016 – Into the Morbid Bunker (con i Morbo)
- 2019 – Four Deadly Bites (con gli Whipstriker)
- 2019 – Metal Sacrifice (con i Vuil)
- 2021 – Nuclear Chasm (con i Salute)
- 2022 – Hell & Sulphur (con gli Hellcrash)
- 2022 – Of Night and Lust (con i Lucifuge)

EP
- 2009 – Out of the Bunker